# Fernpass

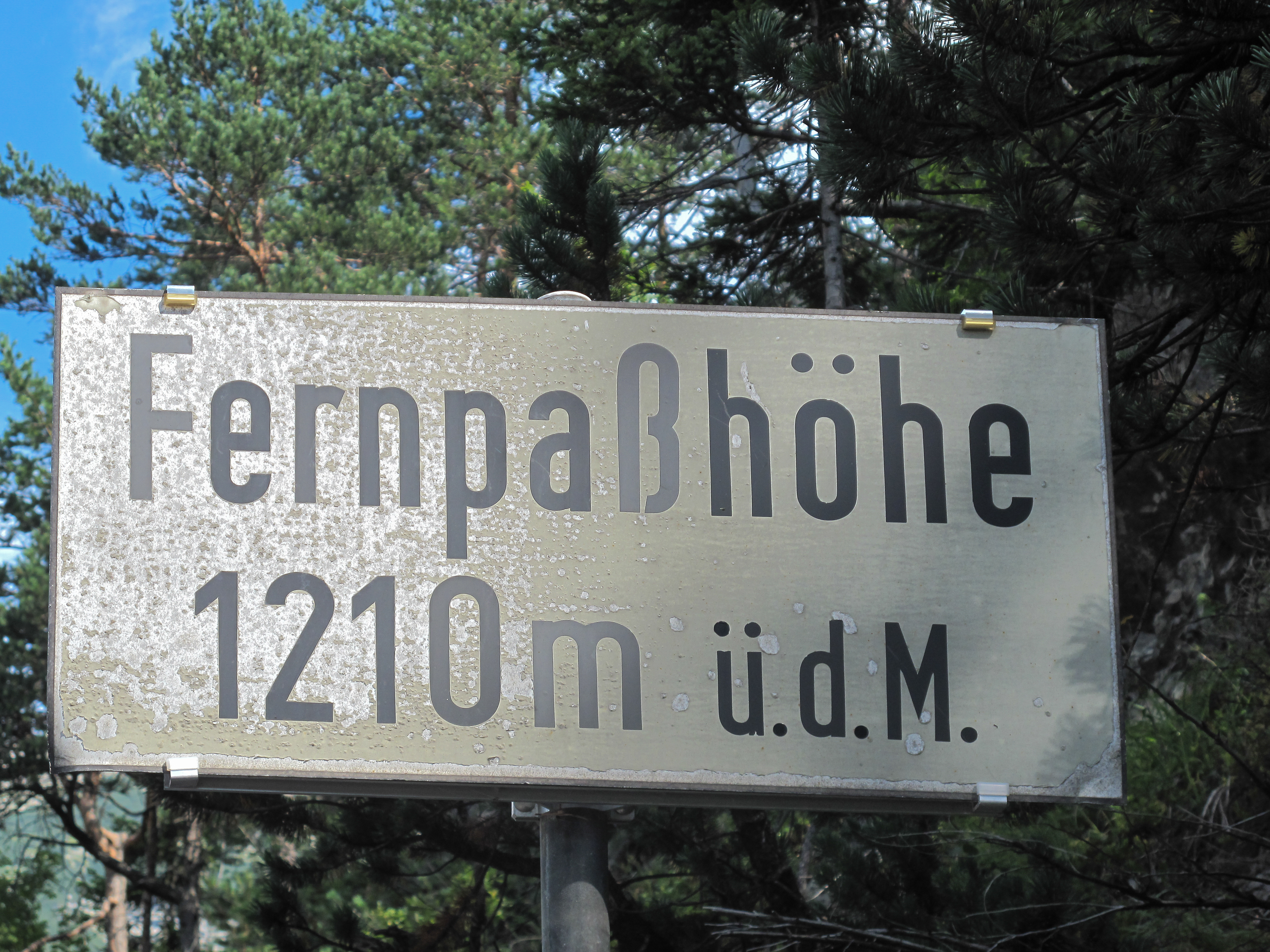
Cim del Fernpass

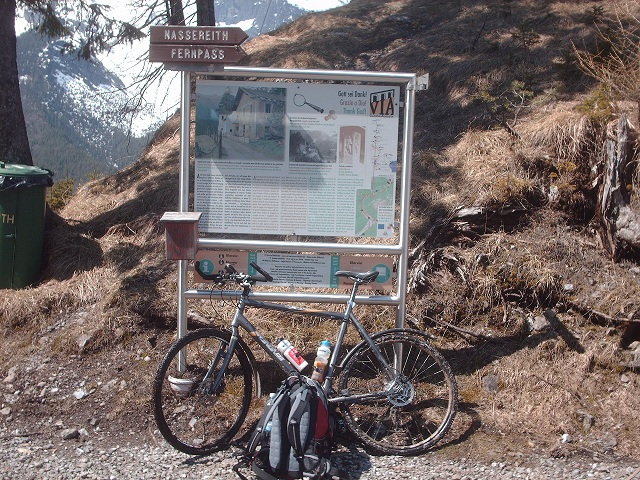
L'antic Fernpass a la Via Claudia Augusta

El Fernpass (pas de la Falguera en alemany) és un pas de muntanya amb una elevació de 1.212 m situat en els Alps del Tirol dins del territori d'Àustria. Es troba entre entre els Alps Lechtal a l'oest i les Muntanyes Mieming a l'est. El cim més alt d'Alemanya, el Zugspitze és només a 13,5 km al nord-est. El pas està situat entre els cims: Grubigstein (2233 m) al nord-oest, el Wannig (2493 m) al sud-est, i el Loreakopf (2471 m) a l'oest.

## Història
El pas es va crear com a conseqüència d'una enorme esllavissada de la muntanya va omplir part de la vall fins a una altura de 300-400 metres, escampant els seus còdols fins a 16 km de distància (en realitat va ser el col·lapse de tota la muntanya, amb un volum estimat d'1 km³, la tercera esllavissada més gran, en ordre de magnitud, ocorreguda als Alps orientals).
Encara que al principi es creia que això havia succeït almenys 12.000 anys BP (before present) a conseqüència del fort augment de la temperatura i els intensos vessaments després del final de l'última desglaciació, l'anàlisi de pol·len dut a terme el 1940 ja havia indicat una edat de no gaire més de 4.000 anys (és a dir, una data per a l'esdeveniment cap al voltant del 2000 aC), una estimació que va ser confirmada essencialment per datació del radiocarboni en la dècada de 1960.
Utilitzant la datació d'urani-tori, científics de Innsbruck Universitat que va publicar la seva dada dins 2007 van datar l'esdeveniment al 4,150 B.P., (+/- 100 anys, és a dir, al segle XXII aC), que correspon a les etapes més tardanes del període neolithic Alpí. El paisatge està marcat per una sèrie de llacs, el més gran dels quals és el Blindsee. La majoria d'aquests llacs es creu que es van formar a conseqüència de l'esllavissada de la muntanya .

## Trànsit i transport
La primera carretera regular que va travessar el  Fernpass va ser la Via Claudia Augusta Romana, que connectava la província de Raetia amb el nord d'Itàlia. Tenia l'avantatge sobre el pas d'Arlberg que era relativament transitable, fins i tot a l'hivern
Avui la carretera és coneguda com el Fernpass Straße (B 179). Connecta Reutte a través del túnel de Lermoos amb Tarrenz i Imst, amb la B 187 i B 189, que també condueix a Garmisch-Partenkirchen a Alemanya. També connecta la vall del riu Lech amb la vall del riu Inn. Per tant, porta més trànsit que qualsevol altre pas dels Alps orientals, excepte el Pas del Brenner. El gradient més pronunciat és del 8 per cent, i l'augment de l'elevació a Reutteen és de 359 m. A l'altre costat de Telfs, el desnivell és de 579 m.